# HOYOスカラブFC
HOYOスカラブFC（ホウヨウスカラブエフシー）は、2013年にプレナスチャレンジリーグに所属した大分県大分市をホームタウンとする女子サッカークラブ。愛称はスカラブ。

## 概要・歴史
1998年、チームの前身であるスカラブジュニアを発足。
2005年、九州女子サッカーリーグ入替戦にて福岡ファーストレディーイレブンを3-0で破り、県リーグから九州女子サッカーリーグ（以下Qリーグ）へ昇格した。
2006年、豊洋精工株式会社とソイテックスジャパン株式会社を母体とし発足したHOYO FC（現ヴェルスパ大分）の女子チームとして活動するに伴い、チーム名をHOYOスカラブFCに変更。
2007年、佐藤楓（現マイナビ仙台レディース所属）がリーグ得点王となる働きを見せ、チームも鹿児島鴨池FCアサヒナに次ぐ2位の成績を収めた。
2008年からQリーグは二部制に編成され、ディビジョン1に所属したこの年は3位でリーグを終えた。しかし、第12回全日本女子ユース(U-18)サッカー選手権大会では、九州予選を勝ち抜き、チーム発足後、初となる全国大会の切符を手に入れた。
2009年、終盤まで大分トリニータレディースと優勝を争うも僅かに届かず2位。この年、初めて挑んだ2009チャレンジリーグ参入決定戦は、1分2敗の4位となり、チャレンジリーグ参入にあと一歩及ばなかった。第13回全日本女子ユース(U-18)サッカー選手権大会では、九州第二代表として2年連続で全国大会へ出場した。
2010年、リーグは3位で終了。昨年に続きチャレンジリーグ参入を賭け2010チャレンジリーグ入替戦出場チーム決定戦に挑むも1分2敗で予選落ち、参入とはならなかった。その後、長年、監督としてチームを率いてきた安東浩が勇退、コーチの荒川幸子（元ジュ ブリーレ鹿児島）が監督へ昇格、チームを引き継いだ。
新体制となった2011年、益城ルネサンス熊本フットボールクラブと最終節まで優勝を争い、勝ち点で並ぶも得失点差で2位となり初優勝を逃す。
2012年、再び一部制に戻ったQリーグ。輪田真理（元伊賀フットボールクラブくノ一）等を補強し、Qリーグ初制覇を狙うも、主力選手が抜けた穴は大きくチームは6位となった。しかし、この年の11月、チャレンジリーグ昇格を賭け三度目の挑戦となった2012チャレンジリーグ入替戦予選大会。勝てば自動昇格が決定するNGU名古屋FCレディース戦では延長の末、2-1で勝利。大分県勢で初となるチャレンジリーグ昇格を決めた。
2013年シーズンはチャレンジリーグに舞台を移したが、0勝1分21敗で最下位となり、チャレンジリーグ入替戦に回ることが日本女子サッカーリーグから発表されていたが、入替戦9日前に入替戦への不参加及びリーグ退会がリーグより発表された。1年限りでの全国リーグからの撤退となり、それとともに2013年度限りでの活動停止を発表した（入替戦不参加の過去の例としてはアギラス神戸があり、アギラスの場合はその後名称を「アルベロ神戸」に改め、関西女子リーグに継続参戦した）。
スカラブ所属選手の一部は、HOYO大分改めヴェルスパ大分の女子チームとして新たに設立された『ヴェルスパ大分レディース』（大分県女子サッカーリーグ）へ移籍した。

## チーム成績

### リーグ戦
| 年度 | チーム名         | 所属                         | 順位 | 試合 | 勝点 | 勝 | 分 | 敗 | 備考                                               |
| 2005 | スカラブジュニア | 九州女子サッカーリーグ       | 6位  | 14   | 14   | 3  | 5  | 6  |                                                    |
| 2006 | HOYOスカラブFC   | 九州女子サッカーリーグ       | 4位  | 14   | 21   | 7  | 0  | 7  |                                                    |
| 2007 | HOYOスカラブFC   | 九州女子サッカーリーグ       | 2位  | 14   | 33   | 8  | 5  | 1  |                                                    |
| 2008 | HOYOスカラブFC   | 九州女子サッカーリーグ Div.1 | 3位  | 12   | 20   | 6  | 2  | 4  | 第12回全日本女子ユース(U-18)サッカー選手権大会出場 |
| 2009 | HOYOスカラブFC   | 九州女子サッカーリーグ Div.1 | 2位  | 10   | 20   | 8  | 0  | 2  | 第13回全日本女子ユース(U-18)サッカー選手権大会出場 |
| 2010 | HOYOスカラブFC   | 九州女子サッカーリーグ Div.1 | 3位  | 10   | 19   | 6  | 1  | 3  |                                                    |
| 2011 | HOYOスカラブFC   | 九州女子サッカーリーグ Div.1 | 2位  | 12   | 29   | 9  | 2  | 1  |                                                    |
| 2012 | HOYOスカラブFC   | 九州女子サッカーリーグ       | 6位  | 11   | 19   | 5  | 4  | 2  | 第17回全日本女子ユース(U-15)サッカー選手権大会出場 |
| 2013 | HOYOスカラブFC   | チャレンジリーグ             | 16位 | 22   | 1    | 0  | 1  | 21 |                                                    |

### 2009チャレンジリーグ参入決定戦
- 2009年11月21日-23日　静岡県時之栖スポーツセンター
- 8チームが4チームずつ2組に分けられ、各組上位3チームがチャレンジリーグへの参入が決定する。

HOYOスカラブは1分2敗、3位とは勝ち点で並んだものの得失点差で及ばず4位。
Aグループ
| チーム         | スコア | チーム            |
| -------------- | ------ | ----------------- |
| HOYOスカラブFC | 0-7    | JFAアカデミー福島 |
| HOYOスカラブFC | 0-3    | 日本体育大学      |
| HOYOスカラブFC | 1-1    | 静岡産業大学      |

### 2010チャレンジリーグ入替戦出場チーム決定戦
- 2010年11月5日-7日　三重県営鈴鹿スポーツガーデン
- 4チームが総当り戦を行い、上位2チームがチャレンジリーグ下位チームとの入替戦の出場資格を得る。

HOYOスカラブは1分2敗の3位。
| チーム         | スコア | チーム                           |
| -------------- | ------ | -------------------------------- |
| HOYOスカラブFC | 0-0    | 豊田レディースフットボールクラブ |
| HOYOスカラブFC | 1-2    | スフィーダ世田谷FC               |
| HOYOスカラブFC | 1-7    | 吉備国際大学                     |

### 2012チャレンジリーグ入替戦予選大会
- 2012年11月2日-4日　静岡県時之栖スポーツセンター
- 7チームが変則トーナメントを戦い、うち4チームがチャレンジジリーグへ自動昇格、2チームがチャレンジリーグ下位チームとの入替戦へと進む。

HOYOスカラブは延長の末、2-1で勝利。チャレンジリーグ自動昇格を決めた。
| チーム         | スコア       | チーム                |
| -------------- | ------------ | --------------------- |
| HOYOスカラブFC | 2-1 （延長） | NGU名古屋FCレディース |

## 所属選手
2012年現在
| No. | Pos | 選手名     | 経歴                                                         | 備考   |
| 1   | GK  | 梅村南     | FIFA U-17女子ワールドカップ2008 U-17サッカー日本女子代表候補 |        |
| 2   | DF  | 橋本恵美子 |                                                              |        |
| 3   | FW  | 楠野加歩   |                                                              |        |
| 4   | MF  | 木下祐奈   |                                                              |        |
| 5   | DF  | 姫野加奈子 |                                                              | 主将   |
| 6   | FW  | 佐藤光姫   |                                                              |        |
| 7   | MF  | 清末千尋   |                                                              |        |
| 8   | MF  | 英美佐     | 元AC長野パルセイロ・レディース                               | 新加入 |
| 9   | MF  | 釘宮里沙   |                                                              |        |
| 10  | FW  | 鈴有沙     |                                                              |        |
| 11  | DF  | 輪田真理   | 元伊賀FCくノ一                                               |        |
| 12  | MF  | 松本芽依   |                                                              |        |
| 14  | GK  | 児玉璃梨香 |                                                              | 新加入 |
| 15  | DF  | 永松真樹   |                                                              |        |
| 16  | FW  | 軸丸真帆   |                                                              |        |
| 17  | DF  | 近藤七海   |                                                              |        |
| 19  | GK  | 勝尾仁深   |                                                              |        |
| 23  | MF  | 中野瑞希   |                                                              |        |

## 歴代監督
- 安東浩（2005年-2010年）
- 荒川幸子（2010年-）

## 歴代所属選手
- 佐藤楓（現マイナビ仙台レディース所属）
- 橋本彩花（現JAPANサッカーカレッジレディース）
- 小野未侑（現愛媛FCレディース）

## ユニフォーム

### ユニフォームスポンサー
| 掲出箇所 | スポンサー名     | 表記  | 掲出年 | 備考 |
|          | 株式会社ロイヤル | GAViC |        |      |